# Popivka, Lîpoveț
Popivka (în ucraineană Попівка) este localitatea de reședință a comunei Popivka din raionul Lîpoveț, regiunea Vinnița, Ucraina.

## Demografie
Componența lingvistică a localității Popivka
     Ucraineană (97,94%)
     Rusă (1,65%)
     Alte limbi (0,41%)
Conform recensământului din 2001, majoritatea populației localității Popivka era vorbitoare de ucraineană (97,94%), existând în minoritate și vorbitori de rusă (1,65%).

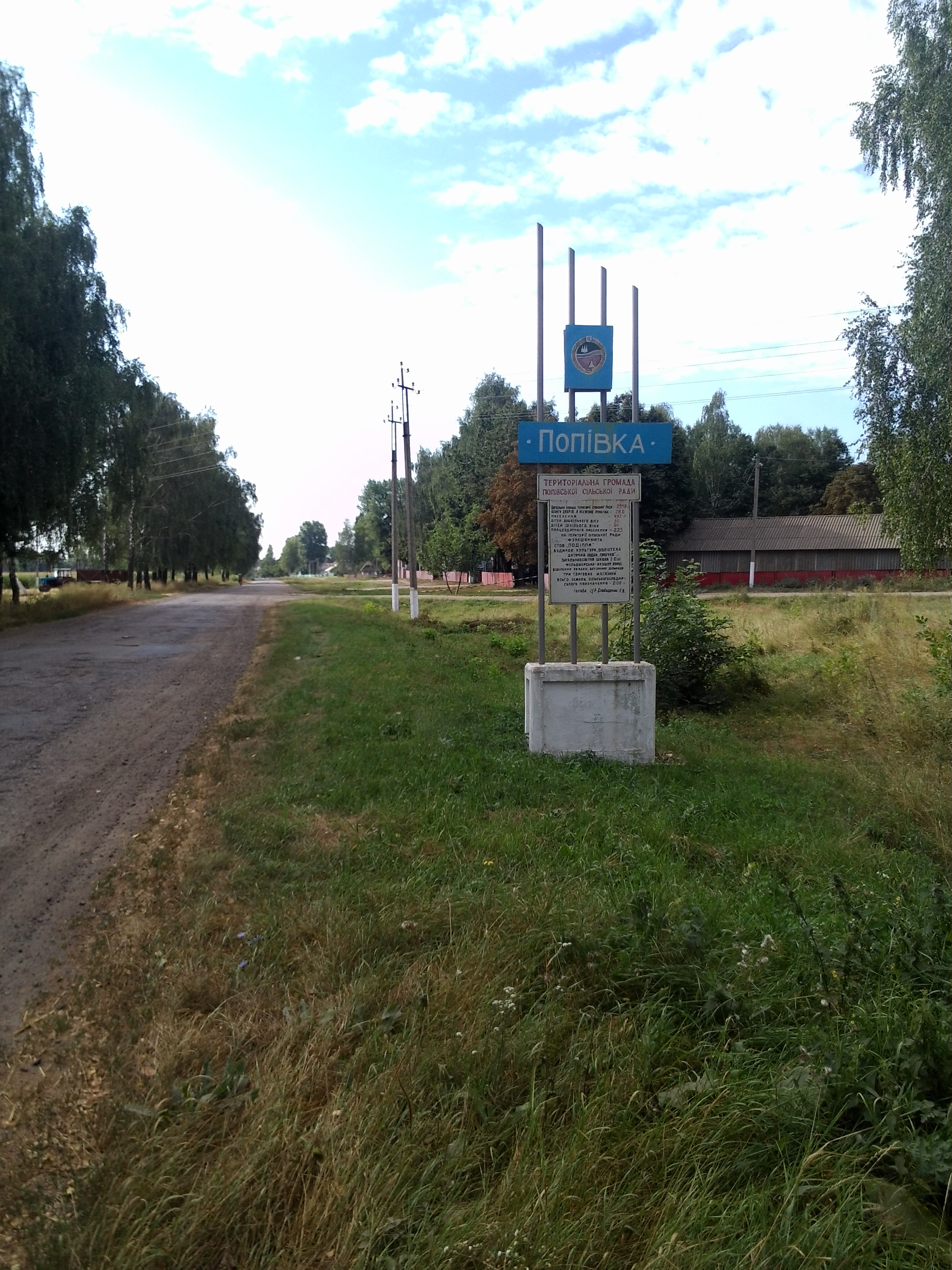
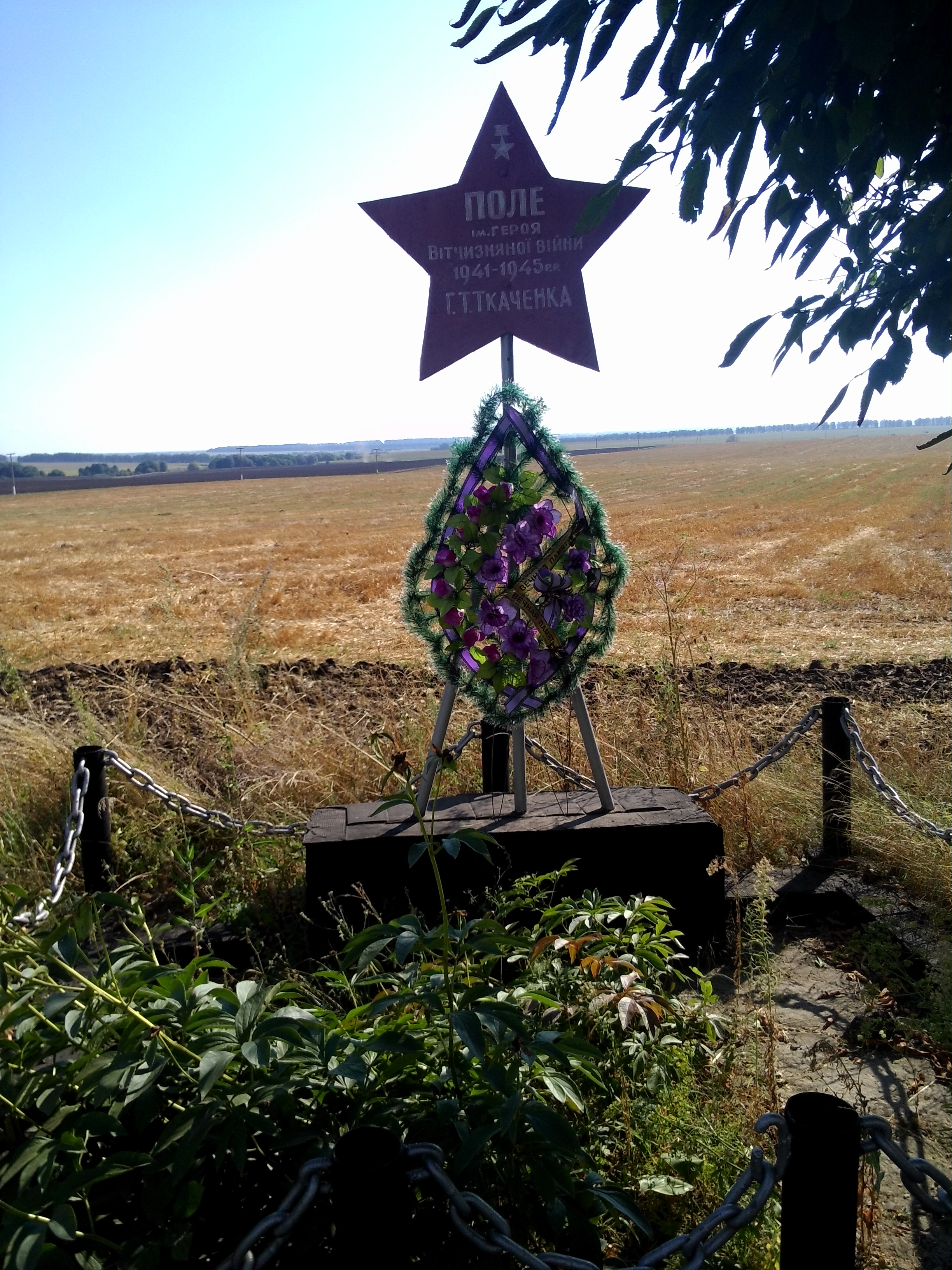
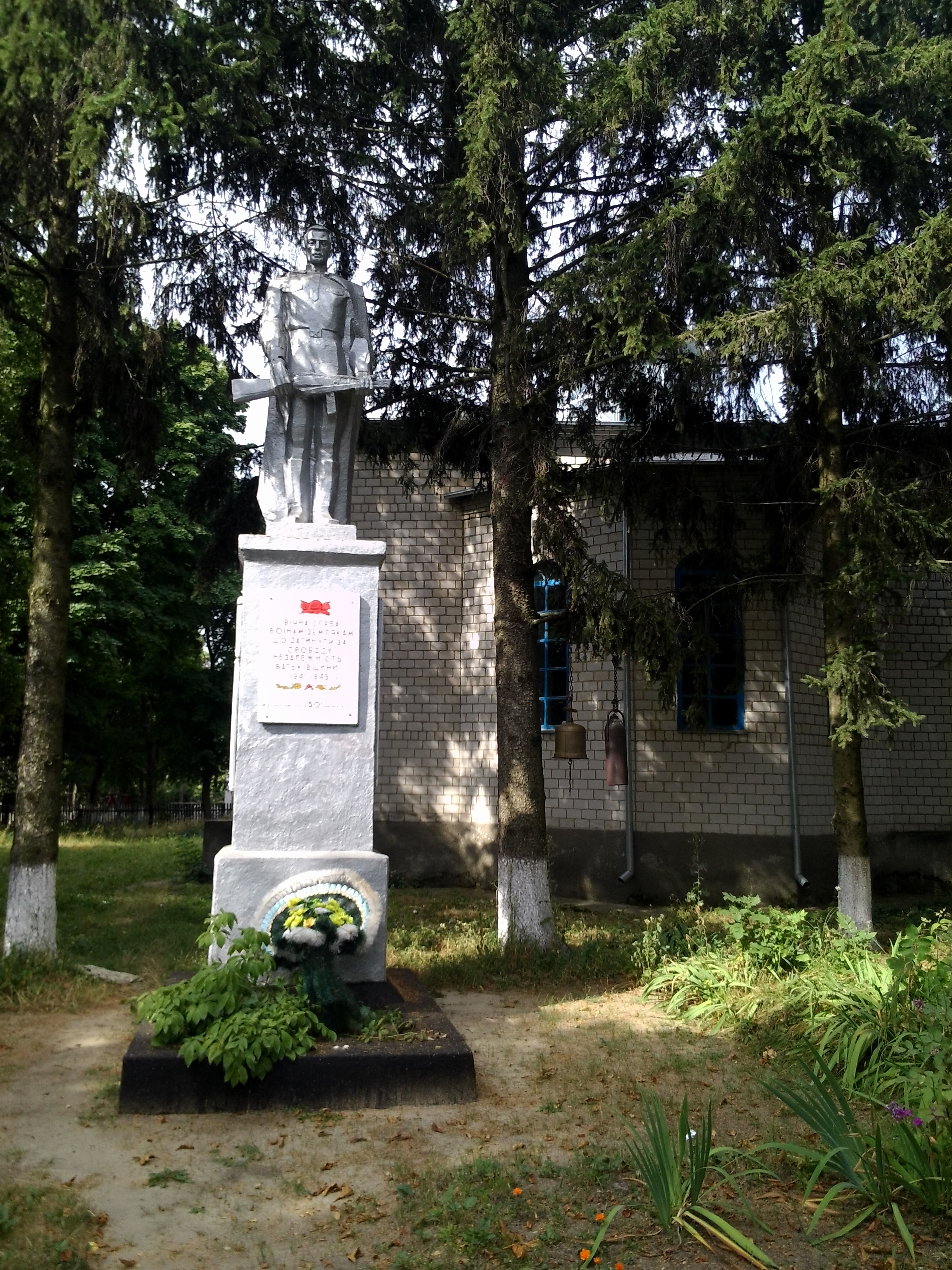
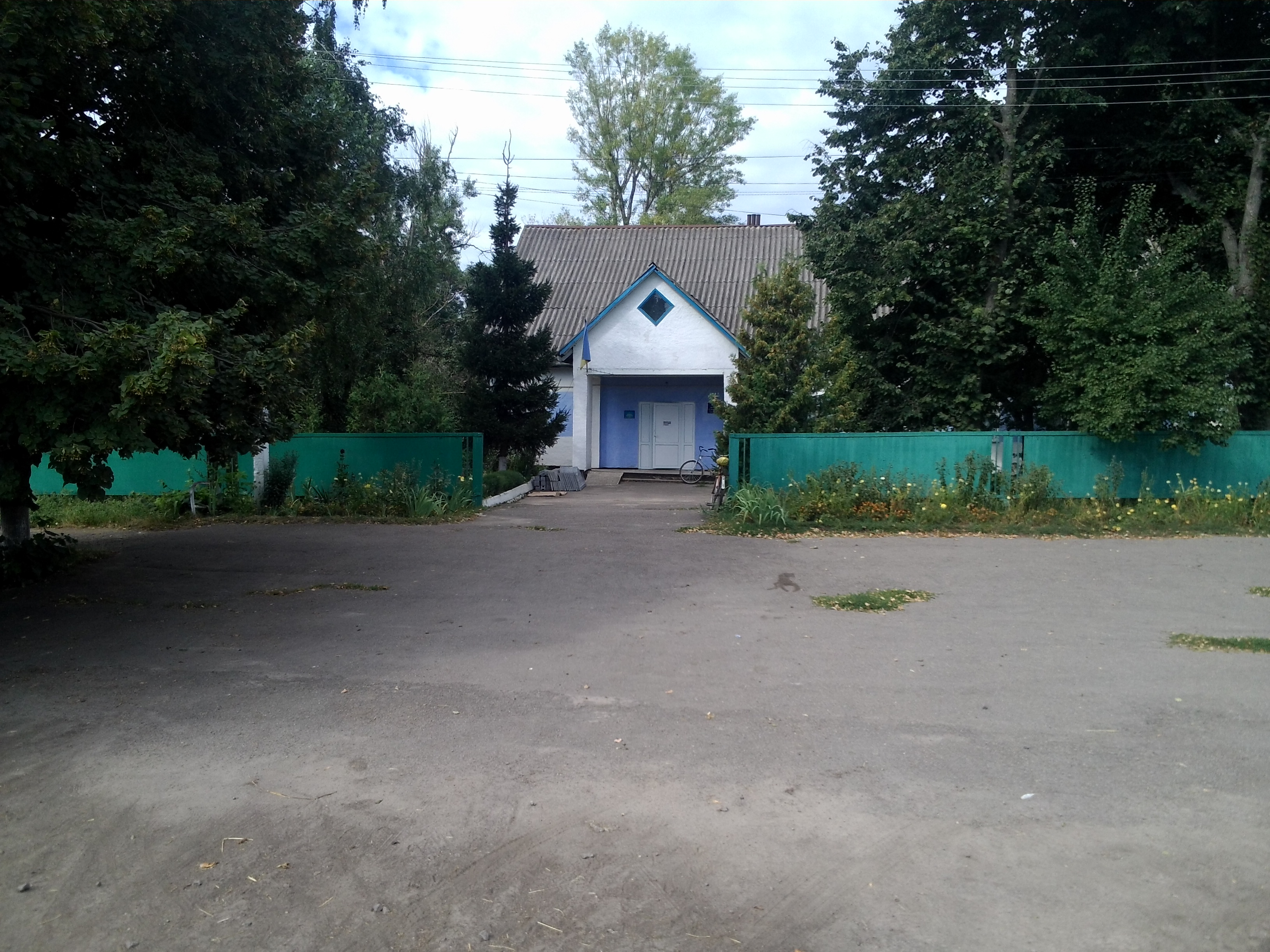
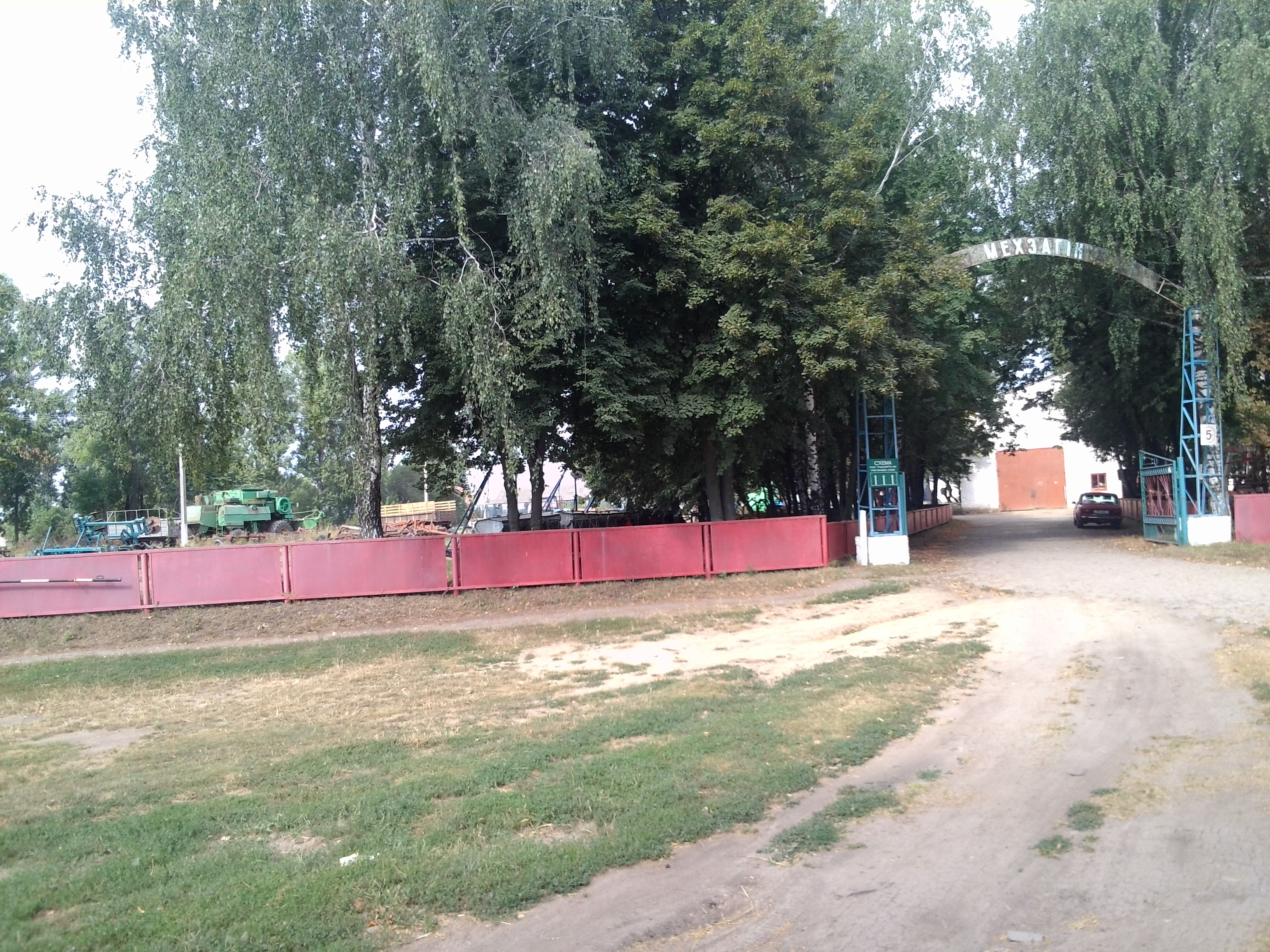
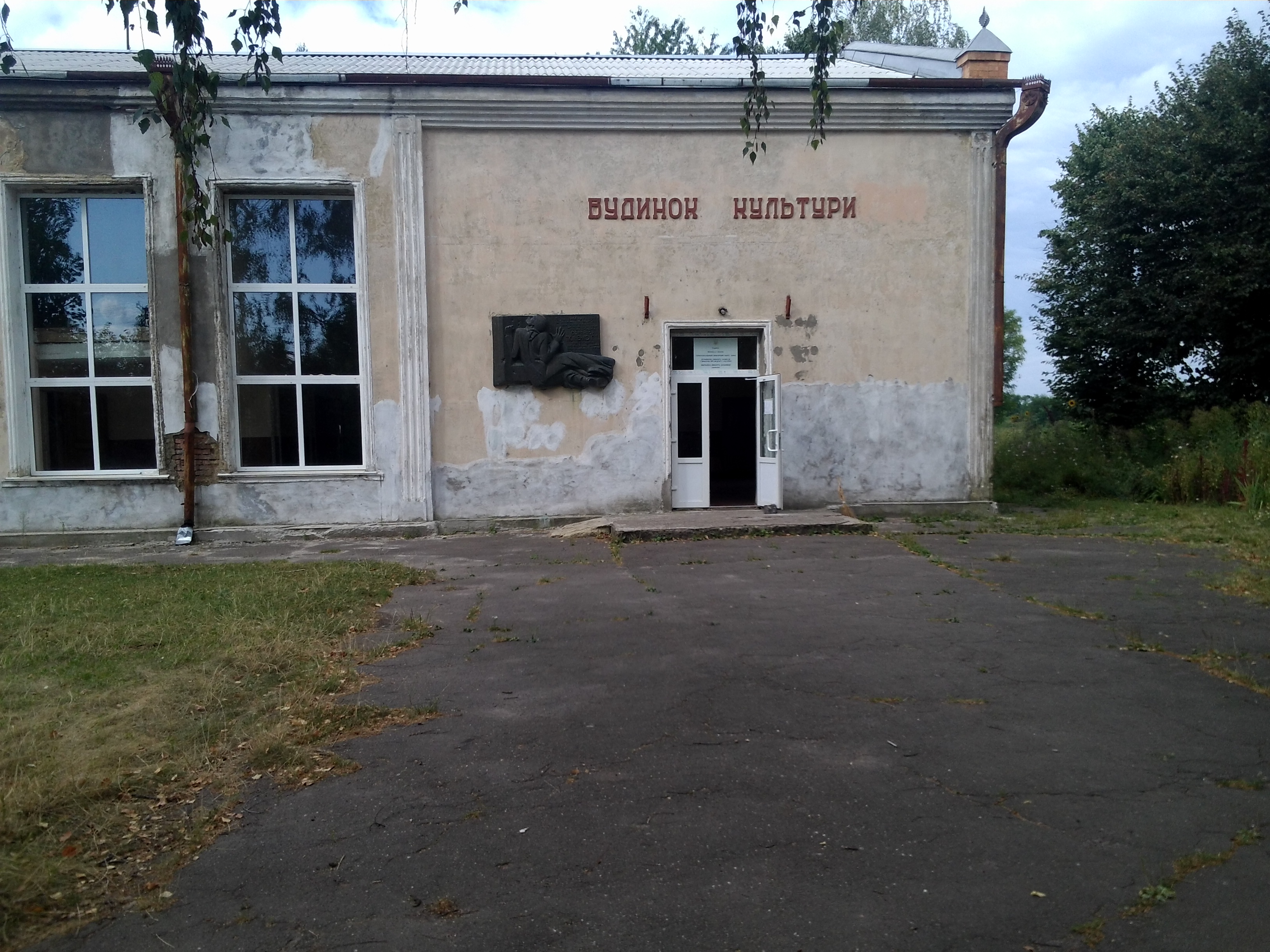
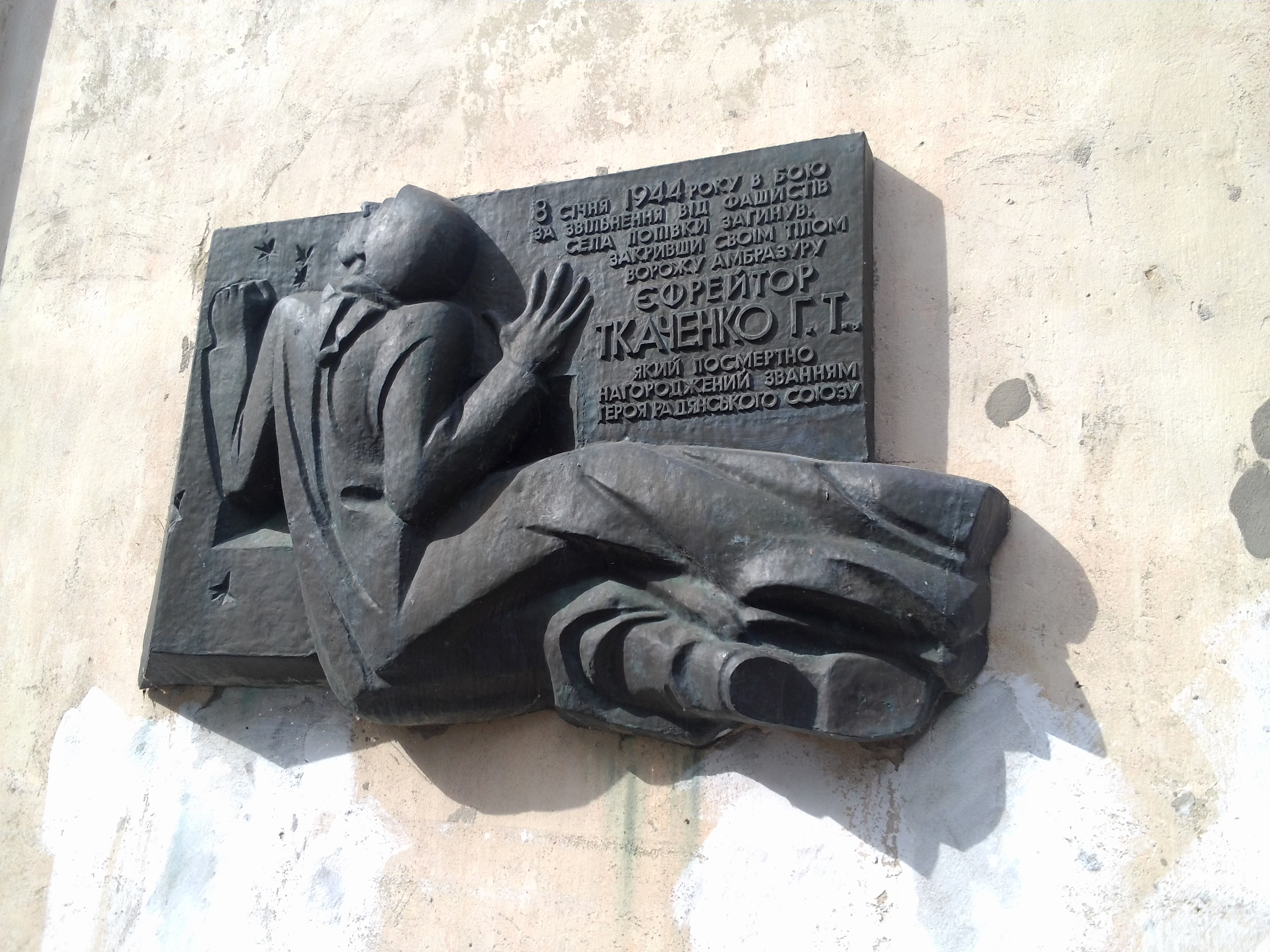
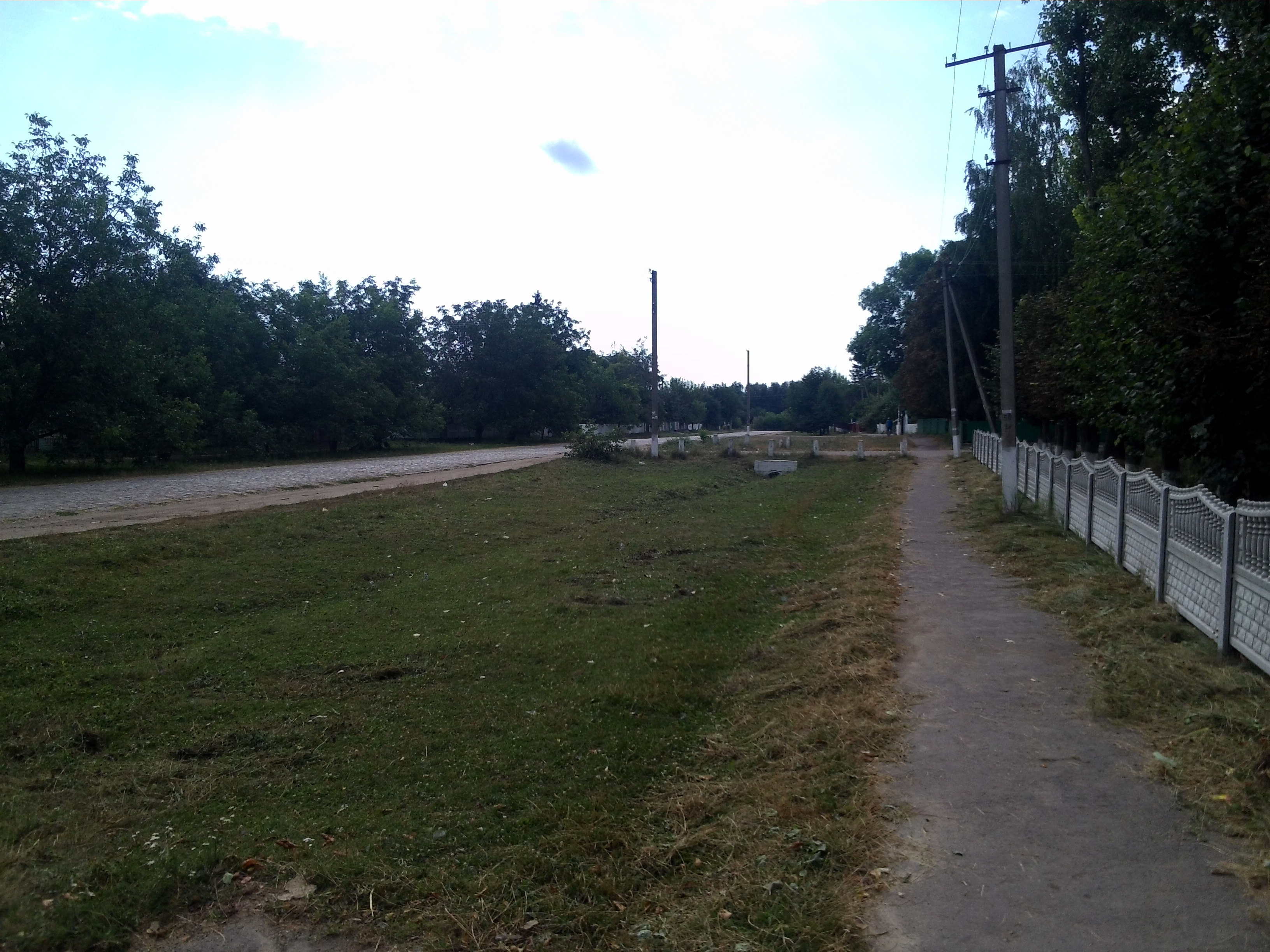
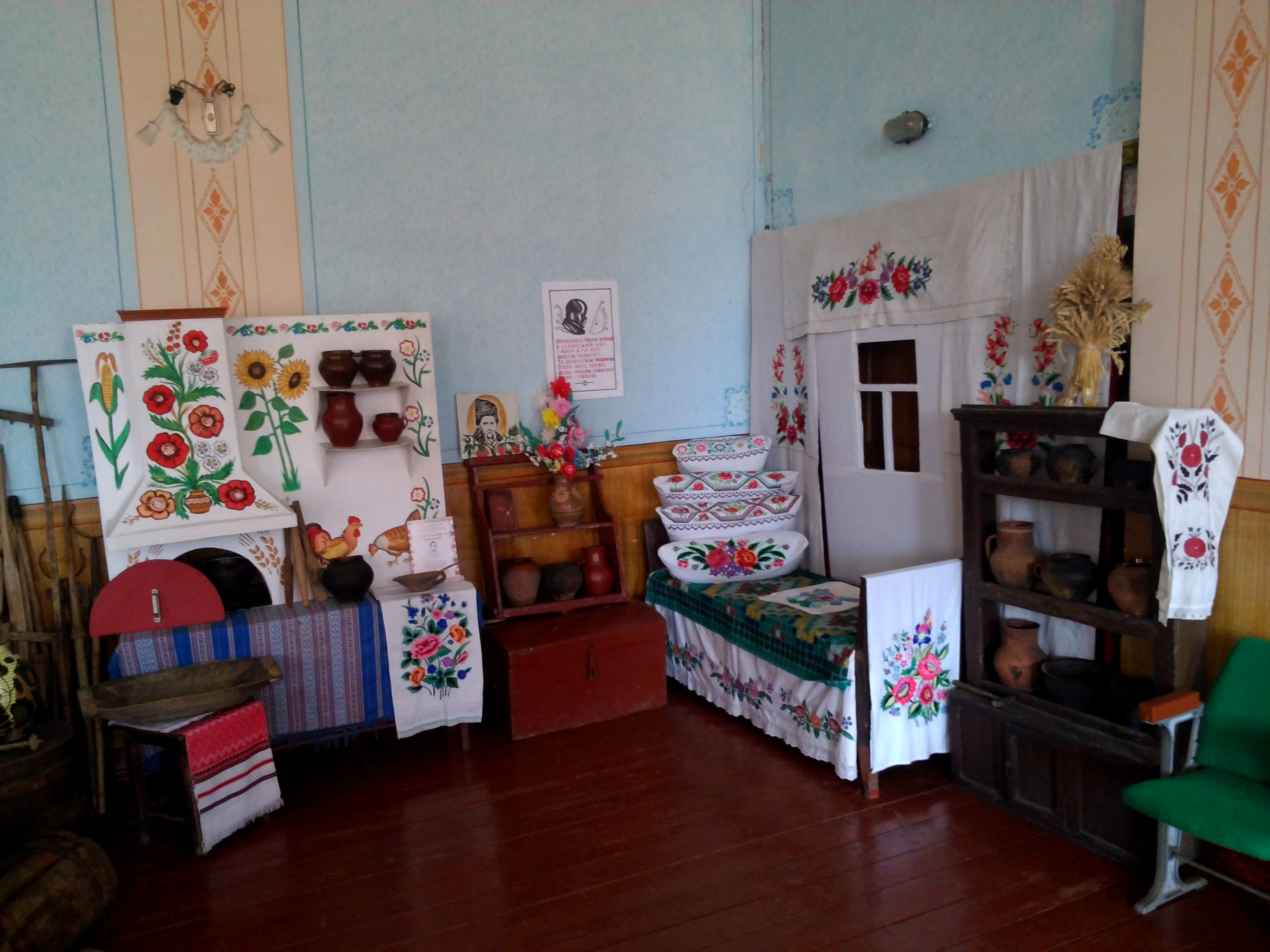
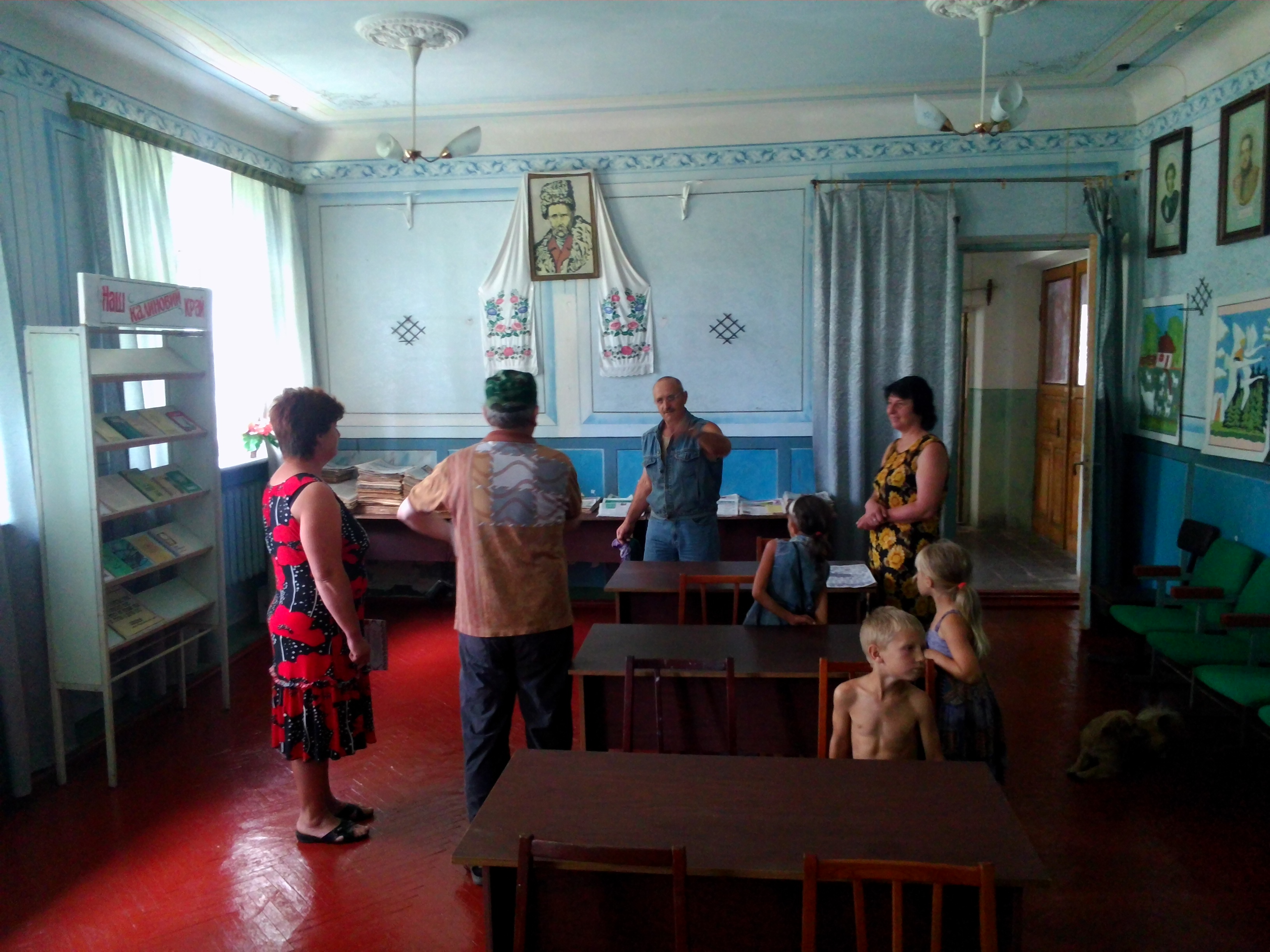
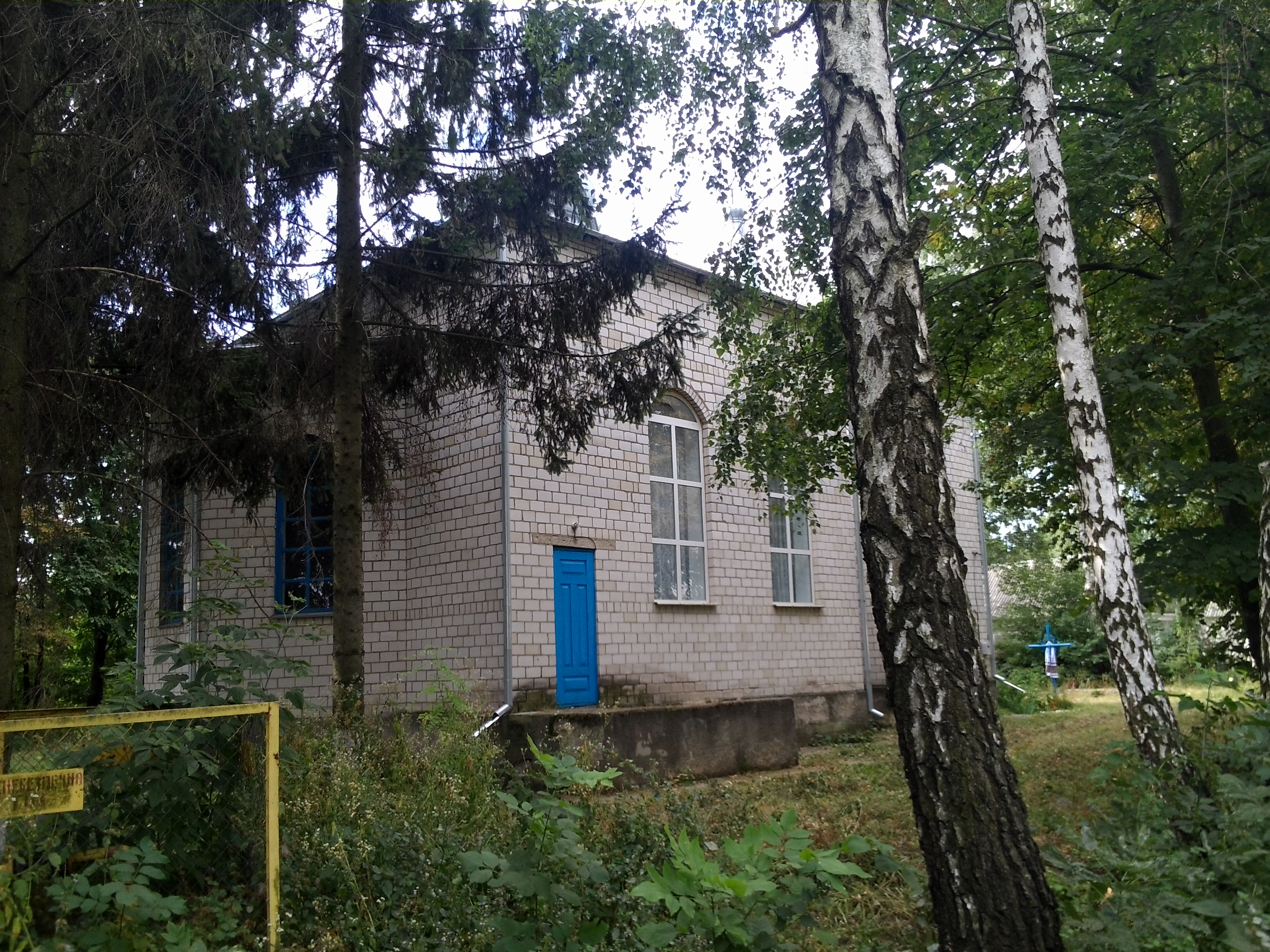
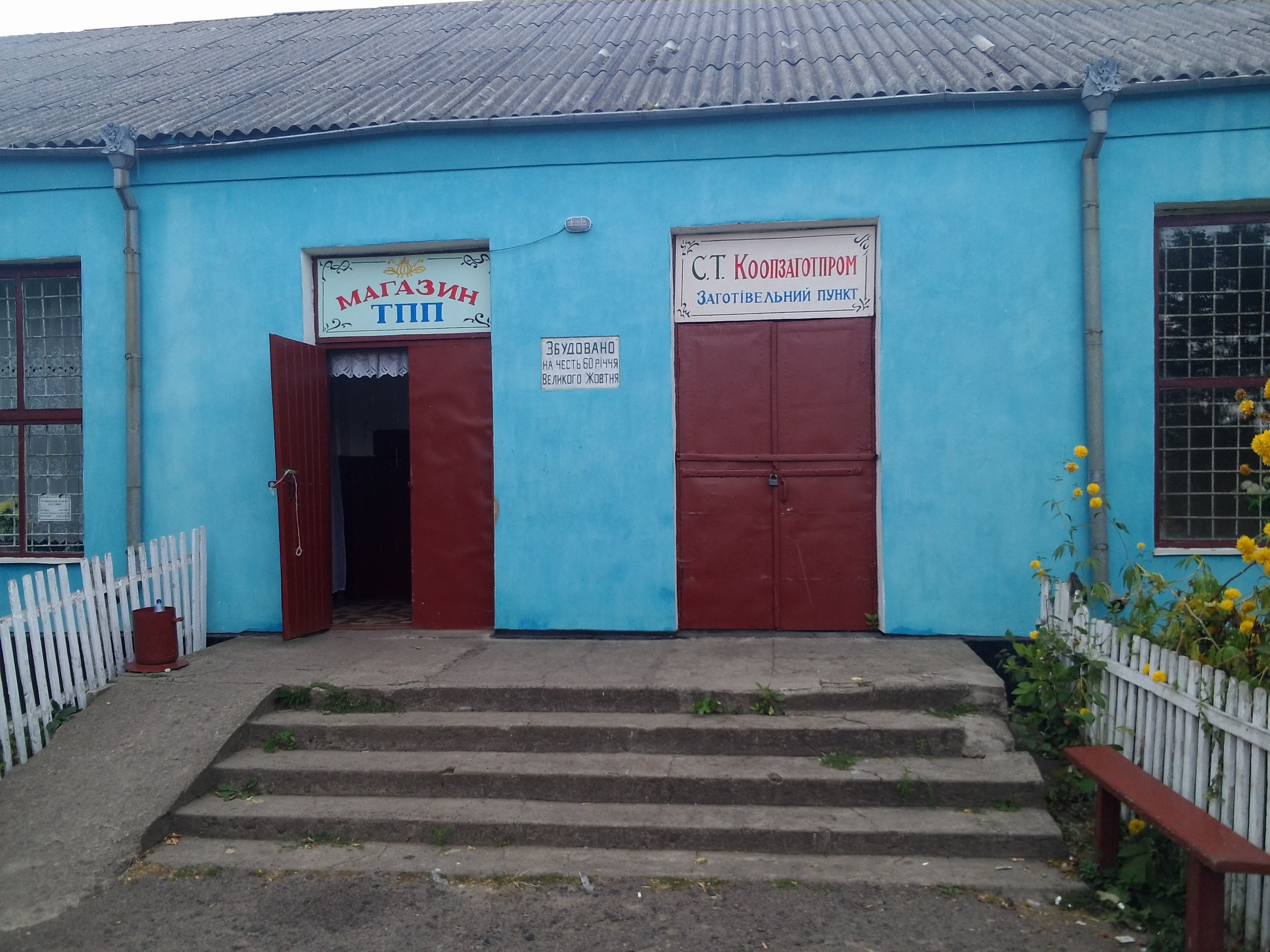